# یوجین لیپینسکی
یوجین لیپینسکی (انگلیسی: Eugene Lipinski؛ زادهٔ ۵ نوامبر ۱۹۵۶) بازیگر و فیلم‌نامه‌نویس اهل بریتانیا و کانادا است.
از فیلم‌ها یا برنامه‌های تلویزیونی که وی در آن نقش داشته‌است، می‌توان به انتخاب سوفی، ایندیانا جونز و آخرین جنگ صلیبی، اختاپوسی، خارج از محدوده، سوپرمن ۲، سوپرمن ۴: در جستجوی صلح، رولربال، هرگز با غریبه‌ها صحبت نکن، خیابان هانوور، این کودک را دعا کنید، زمان‌بندی بد، تازه‌کار، رنج، فایرفاکس، لویاتان، گولاگ، سیبری، فرینج، وارکرفت، خبرچین، پرده دو، کماندار، هنر سرقت و شب‌کاری اشاره کرد.